# Manfred Scheffner
Manfred Scheffner (* 22. September 1939 in Hardteck, Ostpreußen; † 6. September 2019) war ein deutscher Jazz-Diskograph aus München.

## Leben und Wirken
Nach Tätigkeit als Bahnbeamter, im Verlagswesen und beim ADAC gründete er 1967 einen Jazz-Versand („jazz by post“) in München-Pasing und war 1969 Mitbegründer des unabhängigen Schallplattenlabels ECM Records (für Edition of Contemporary Music). Von 1989 bis 2003 war er Leiter der auch weit über München hinaus bekannten Jazzabteilung im Kaufhaus Beck am Rathauseck in München („jazz is beck“), wo er auch zeitweise kleinere Konzerte veranstaltete.
Scheffner war vor allem als Herausgeber des Bielefelder Katalogs Jazz bekannt, der seit 1965 jährlich erscheint.
Ab den 1960er Jahren war er freischaffender Moderator bei der Jazz Welle Plus. Er schrieb auch verschiedene Beiträge für Jazzbücher, zum Beispiel ist er einer der Mitarbeiter an dem Lexikon Jazz-Standards (Bärenreiter 2001), herausgegeben von Hans-Jürgen Schaal.
Sein Sohn Thorsten Scheffner war 1997 Gründer des Labels „Organic Music“ in Obing (ursprünglich für Orgel im Jazz).
Sein Sohn Jan Scheffner ist seit 1989 selbstständiger Fotograf mit Schwerpunkt Reportage-, People- und Jazzfotografie.
Seine Tochter Katja lebt in Paris, wo sie Jura studierte und als selbstständige Übersetzerin arbeitet.